# Городокская возвышенность
Городо́кская возвы́шенность (бел. Гарадоцкае ўзвышша) — возвышенность на северо-востоке Витебской области Белоруссии. Расположена между Суражской и Полоцкой низменностями и долиной реки Западная Двина. Граничит с Невельской возвышенностью в Псковской области России. Является физико-географическим районом Белорусского Поозерья.

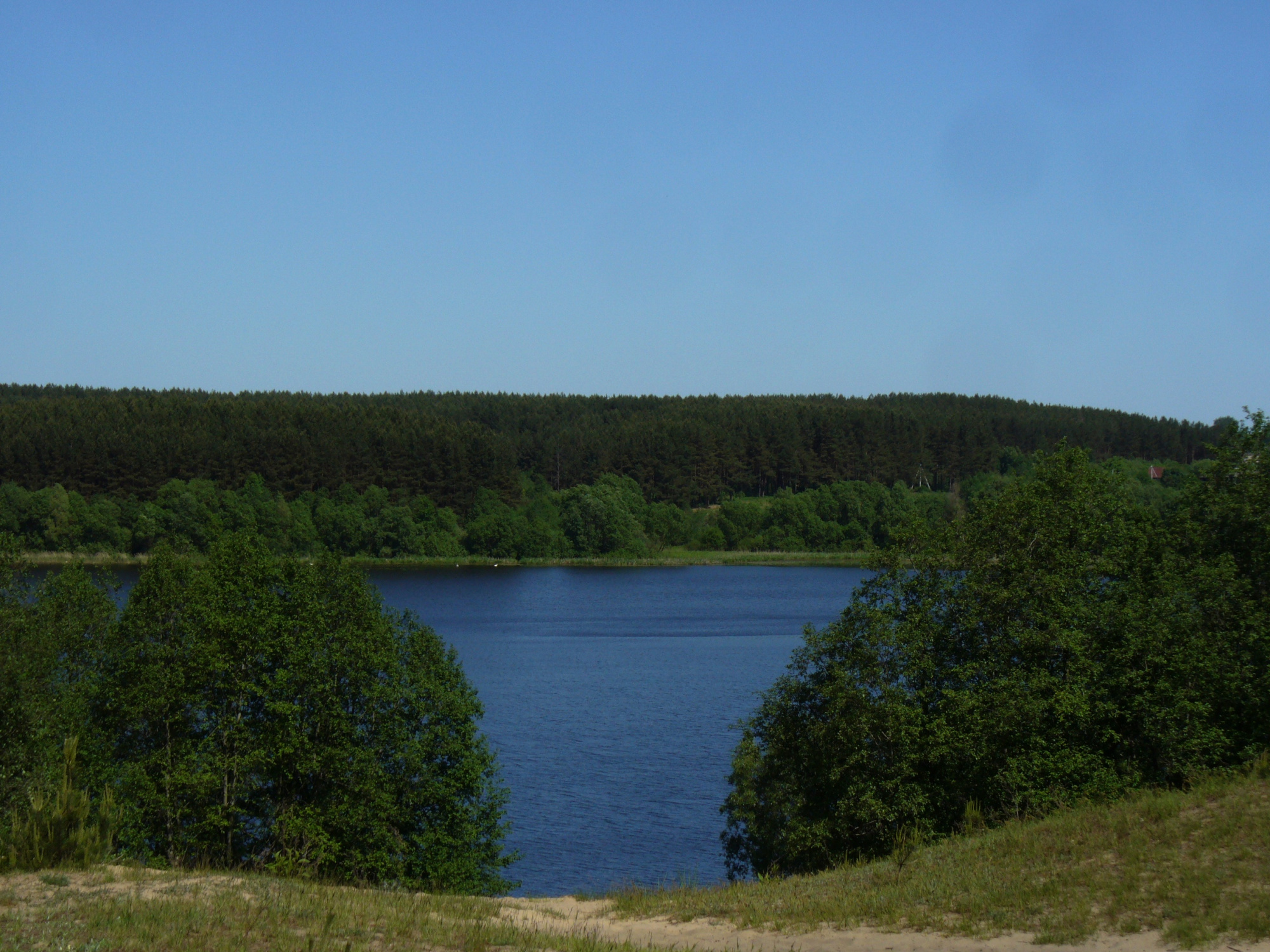
Озеро Луговое. Город Городок.

Площадь около 3000 км². Высоты от 135 (у деревни Курино Витебского района) до 263 м (у деревни Загоряны Городокского района).
Поверхность возвышенности представляет собой систему конечно-моренных гряд, разделённых котловинами и ложбинами. Распространены участки камового рельефа. Склоны возвышенности расчленены неширокими глубокими речными долинами.
Почвы дерново-подзолистые, дерново-подзолистые заболоченные, торфяно-болотные и пойменные. Болота, в основном, верховые и переходные. Луга приурочены к котловинам.
Речная система относится к бассейнам Западной Двины и Ловати. Крупнейшие озёра — Езерище, Кошо, Вымно, Зароново.